# Israel Gelfand
Israel Moiseievici Gelfand (în rusă Израиль Моисеевич Гельфанд, în idiș ישראל געלפֿאַנד; n. 20 august/2 septembrie 1913, Ocna, Ținutul Balta, Gubernia Podolia, Imperiul Rus – d. 5 octombrie 2009, New Brunswick⁠(d), New Jersey, SUA) a fost un matematician sovietic și american de origine evreiască.

## Biografie
Născut în Transnistria într-o familie bogată, a beneficiat de încurajarea profesorului de matematică de la școala locală. În 1923 a fost expulzat de la școală pentru origine burgheză. Un timp a fost izolat de posibilitatea de a se instrui în domeniul matematicii.
Gelfand a afirmat undeva, că vârsta cea mai favorabilă pentru instruirea matematică este cuprinsă între 13 și 16 ani. În acești ani, fiind preocupat de descompunerea funcțiilor în serii, a pătruns unitatea diferitor compartimente ale matematicii, calitate care i-a marcat creația științifică și stiulul propriu matematic. În anul 1930 și-a părăsit familia și s-a mutat la rude la Moscova. Nu a putut să studieze la Universitate din aceeași cauză, audiind doar seminarii, dar a predat la diferite școli profesionale (școli ale tineretului muncitor), ca la vârsta de 18 ani să fie admis la doctorantură (aspirantură), sub conducerea ilustrului A.N. Kolmogorov, de la care a însușit ideea, că un "matematician adevărat trebuie să fie un filozof al naturii".
În anul 1935 și-a susținut dizertația pentru titlul de candidat în științele matematice.
În 1933- 1952 a fost profesor universitar la Moscova, la sfârșitul perioadeii fiind eliminat din Universitate, dar lucrează la Institutul Steklov de matematici al AȘ din URSS. Colaborează cu A.D. Saharov la programul nuclear al URSS, parțial și pentru a-și restabili situația socială, afectată de origine.
În anul 1953 a fost ales membru corespondent al Academiei de științe din URSS
În 1984, când situația s-a stabilizat, a fost ales membru titular al Academiei de Științe din URSS. Între timp era deja membru al multor academii din străinătate.
Din anul 1989 a locuit în SUA, unde a predat la universitatea Harvard, Institutul tehnologoc din Massachusets (MIT), stabilindu-se definitiv la Universitatea Rutgers, unde a lucrat până la deces.

## Opera
Are lucrări privind analiza funcțională, algebra liniară, teoria distribuțiilor. Două dintre cursurile sale universitare
- Algebra liniară
- Calculul variațiilor

sunt extrem de cunoscute.
În dizertația sa a dezvoltat teoria integrării funcțiilor, iar în teza de doctorat a expus teoria inelelor normate, a spațiilor liniare normate.
Această teorie a dat un puternic impuls aplicării analizei funcționale în multe domenii ale matematicii ca: teoria seriilor trigonometrice, teoria grupurilor, teoria ecuațiilor diferențiale.
A dat rezultate importante în teoria spațiilor de distribuții, adică spații de funcționale liniare și continue, definite pe spații fundamentale de funcții.
A stabilit spațiile cu creștere rapidă din clasa de spații local convexe abstracte.
S-a ocupat cu legătura dintre geometria integrală și teoria reprezentărilor, precum și cu unele aplicații ale teoriei funcțiilor în teoria numerelor.
A studiat sistemele de ecuații cu derivate parțiale, probleme de mecanică cuantică.
A demonstrat transcendența numerelor {\displaystyle 2^{\sqrt {2}},3^{\sqrt {2}},2^{\sqrt {3}}.}
A demonstrat că unele rezultate din analiza matematică sunt legate de structura algebrică a unor algebre Banach, mai precis de forma idealelor maximale.
Biblioteca Congresului SUA conține 61 de volume de lucrări scrise de Israel Gelfand.

## Discipoli
- Feliks Berezin
- E. Dînkin
- Aleksandr Goncearov
- D. Cajdan (Kazhdan)
- Aleksandr Kirillov
- Maksim Konțevici
- Andrei Zelevinski
- Vladimir Retakh

## Premii și distincții
- 1951: Premiul Stalin
- 1978: Premiul Wolf pentru Matematică
- 1989: premiul Kyoto
- a fost decorat de trei ori cu Ordinul Lenin.
- membru al multor academii din străinătate